# Palais de la Madraza
Le palais de la Madraza, également nommé Madrasa de Grenade, ou Madrasa Yusufiyya (en arabe : المدرسة اليوسفية), est un palais de Grenade, ancienne école coranique de l'époque d'Al-Andalus. Fondée en 1349 par le monarque nasride Yusuf Ier, sultan de Grenade, la madrasa est construite au cœur de la ville, près de la mosquée principale (aujourd'hui sur le site de la cathédrale) et de l'Alcaicería, le bazar. Lors de la Reconquista, l'inquisiteur Cisneros attaque la Madrasa et vide sa riche bibliothèque, réduite en cendres sur la place Bib-Rambla lors d'un bûcher public.
Le roi d'Espagne Ferdinand II en fait l'hôtel de ville de Grenade en 1500,, utilisation durant jusqu'en 1858. Des extensions et remaniements sont ainsi effectués au XVIe siècle pour aménager le siège du Cabildo (municipalité), dans le style mudéjar, notamment la Sala de los Caballeros XXIV, salle de conseil ; de rares éléments du culte musulman échappent aux transformations, dont le mihrab du XIVe siècle,,,. La majeure partie de la structure originale de la madrasa est démolie entre 1722 et 1729 et remplacée par un nouveau bâtiment baroque, dans le style churrigueresque,,.
La ville rachète le bâtiment au début du XXe siècle, menant des campagnes successives de restauration. À partir de 1976, le palais est intégré à l'université de Grenade, accueillant le siège de la Real Academia de Bellas Artes de Nuestra Señora de las Angustias (es). Des fouilles archéologiques approfondies sont menées en 2006-2007 et le bâtiment est ouvert à la visite depuis 2011.

## Galerie

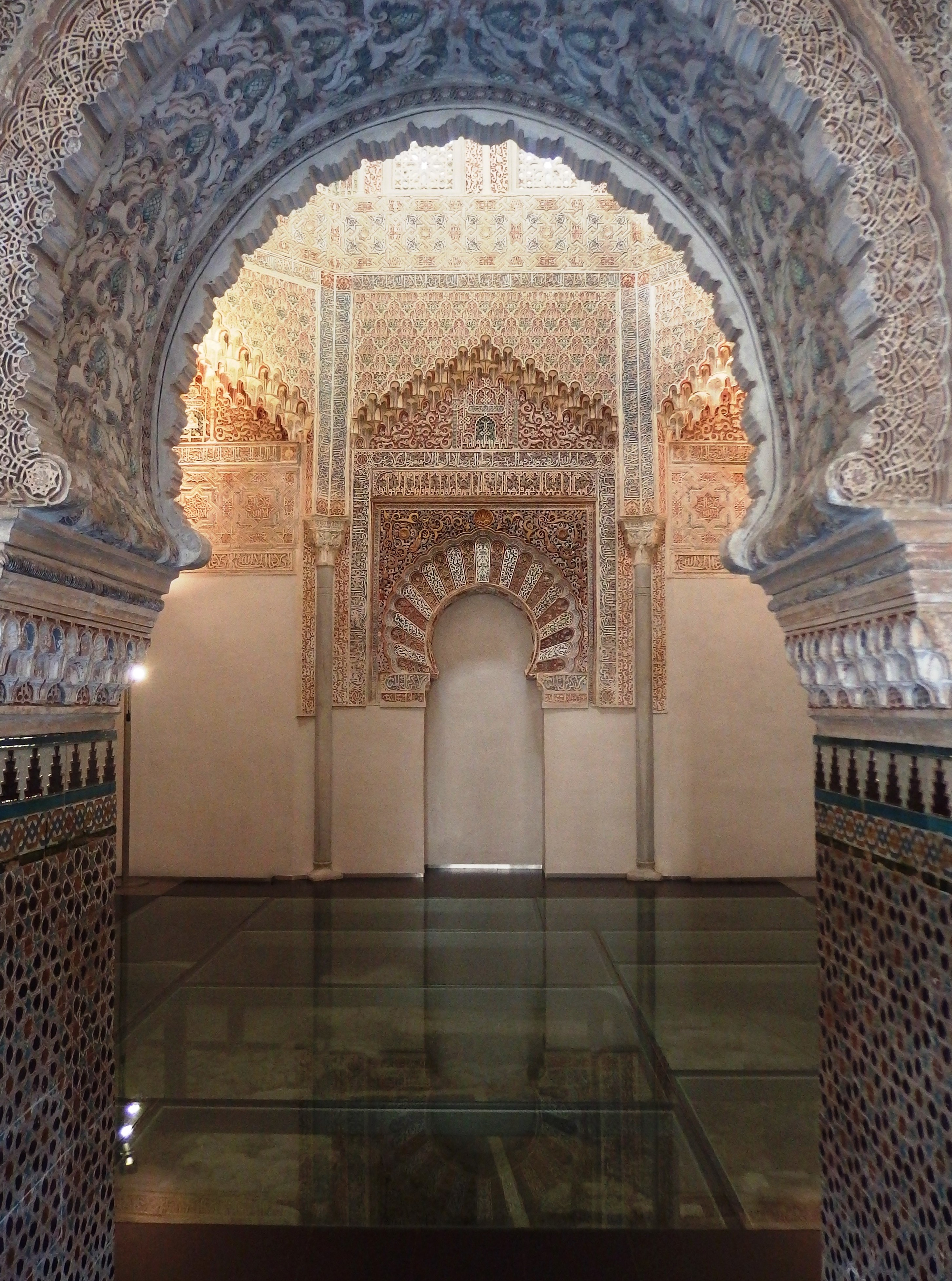
La salle de prière de l'époque nasride avec mihrab
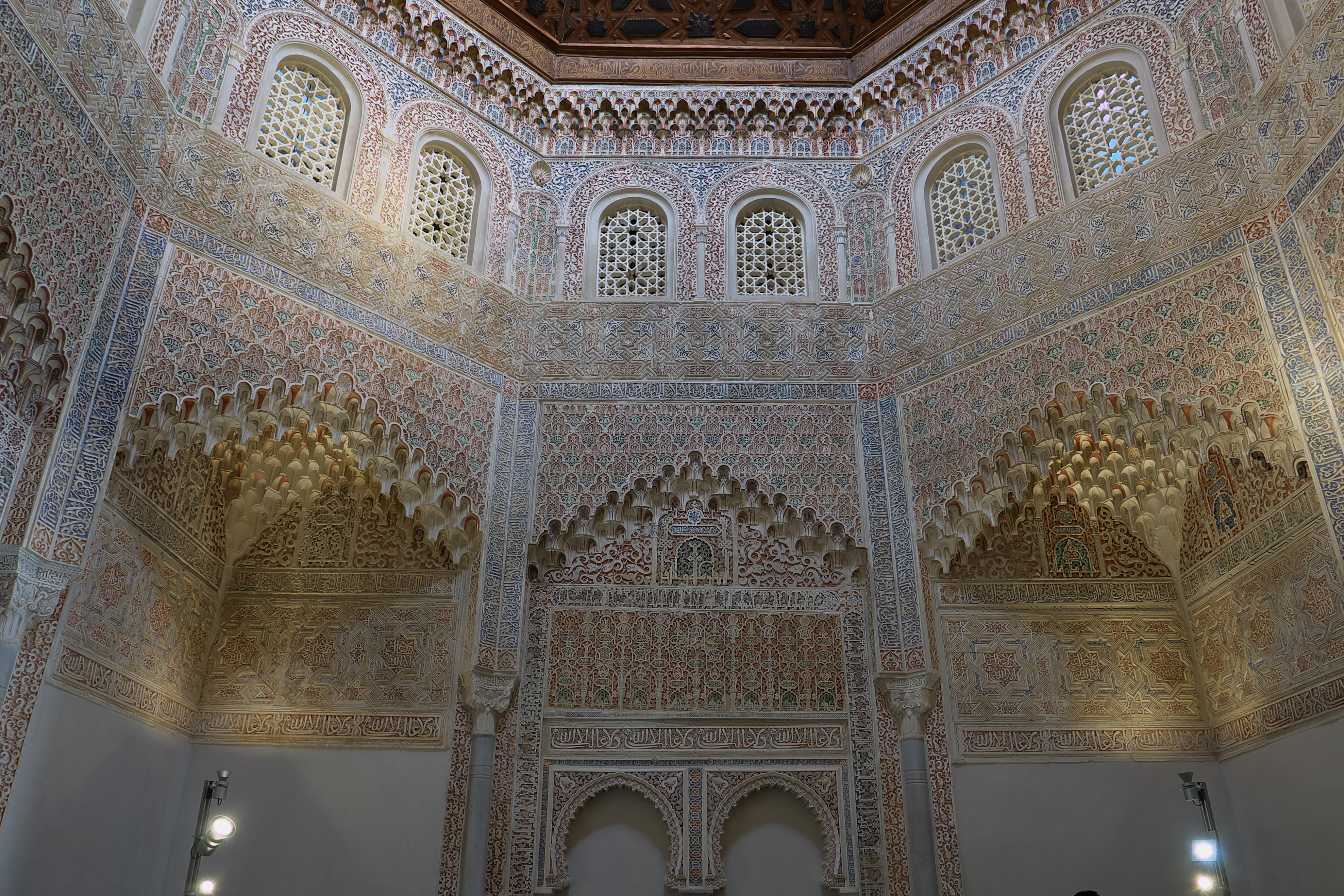
Décoration le long des murs de la salle de prière, dont les trompes des muqarnas (à gauche et à droite)
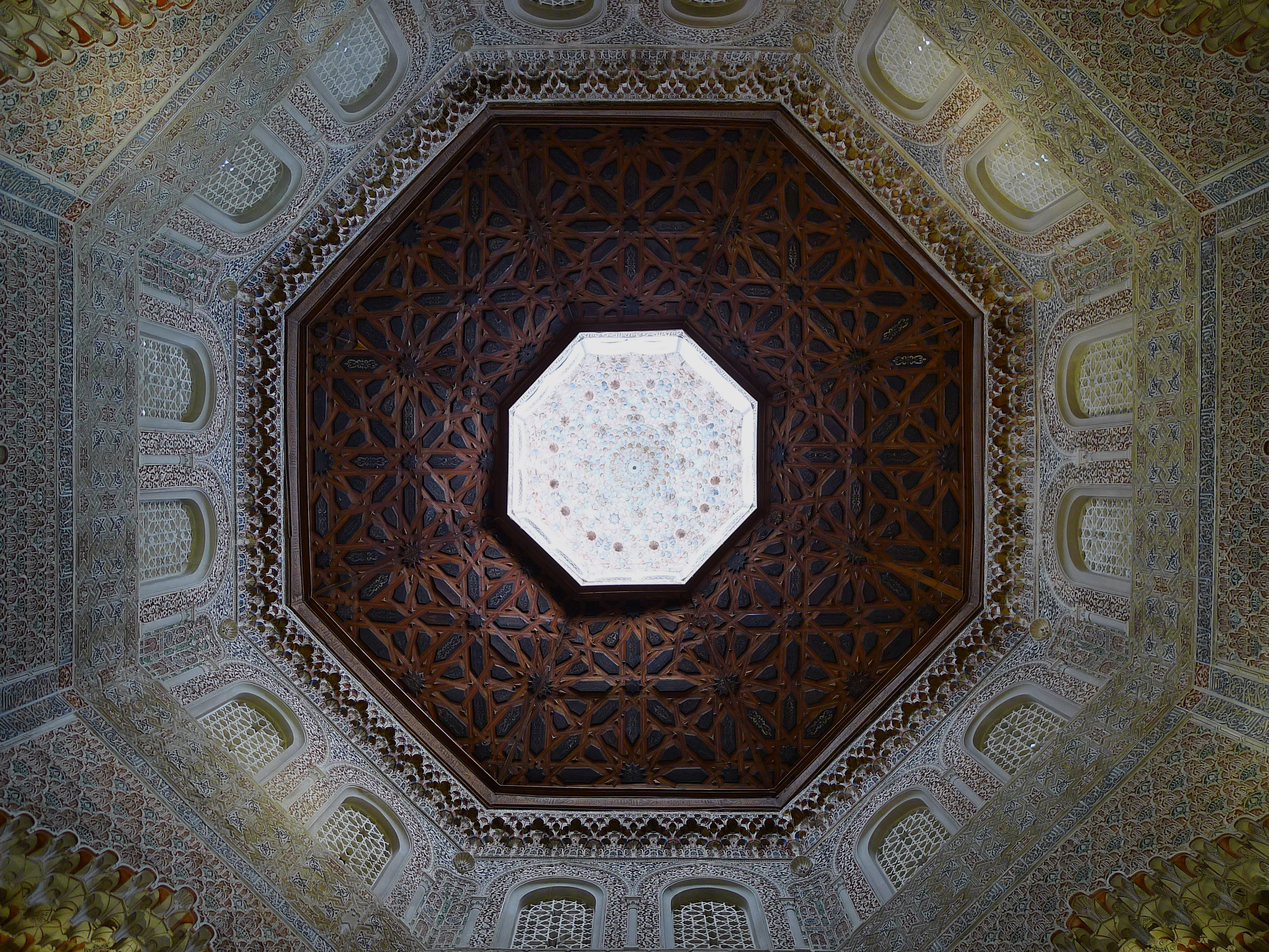
Plafond de la salle de prière
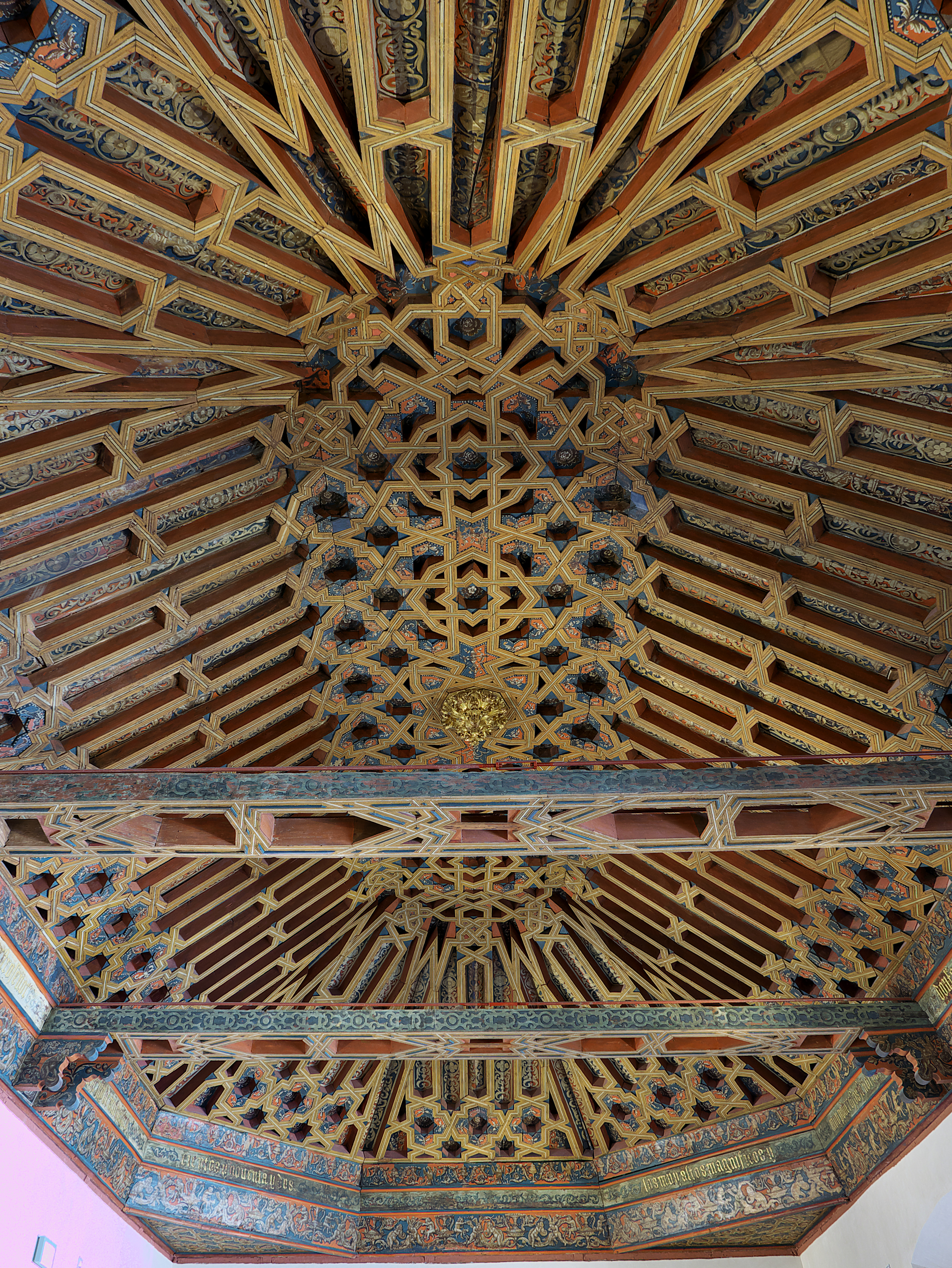
Plafond Artesonado (en) dans la Sala de los Caballeros XXIV, partie du palais espagnol ultérieur.
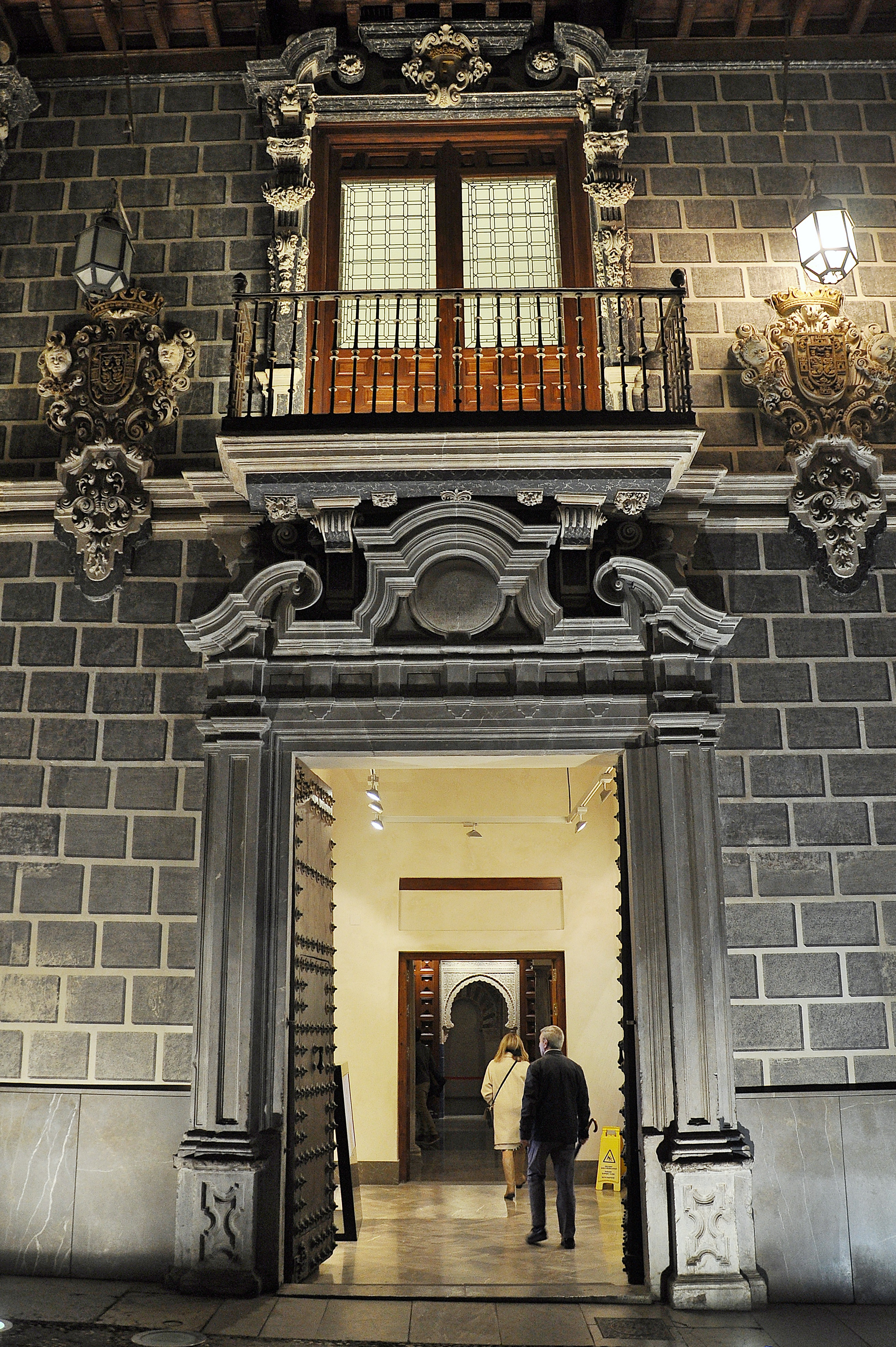
La façade baroque churrigueresque du XVIIIe siècle.